# 長野県の図書館一覧
長野県の図書館一覧（ながのけんのとしょかんいちらん）は、長野県内の図書館・公民館図書室を一覧にしたものである。移動図書館及び学校図書館は除く。

## 県立図書館

県立長野図書館

- 県立長野図書館

## 市町村立図書館

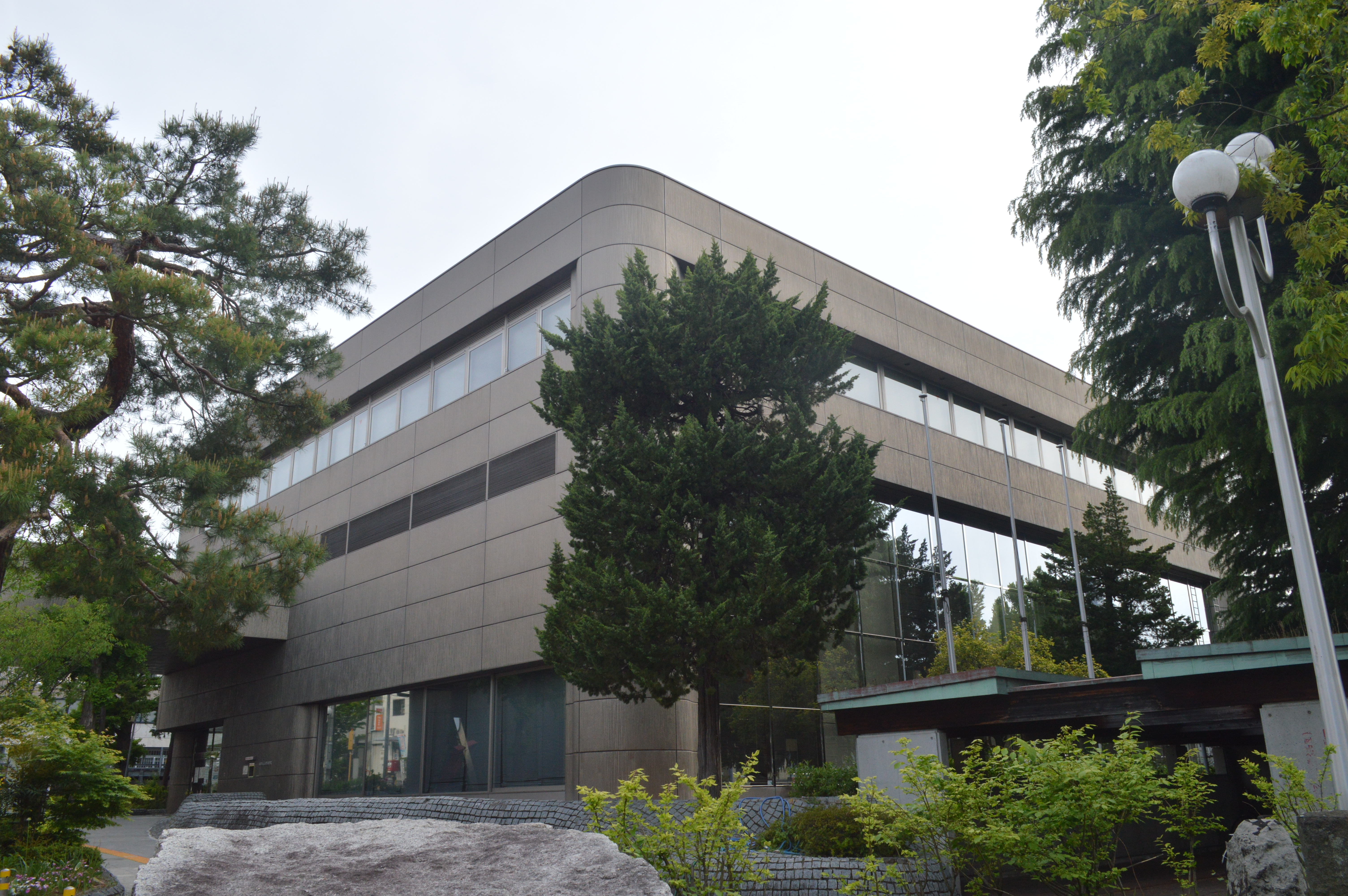
長野市立長野図書館

松本市中央図書館

上田市立上田図書館

飯田市立中央図書館

諏訪市図書館

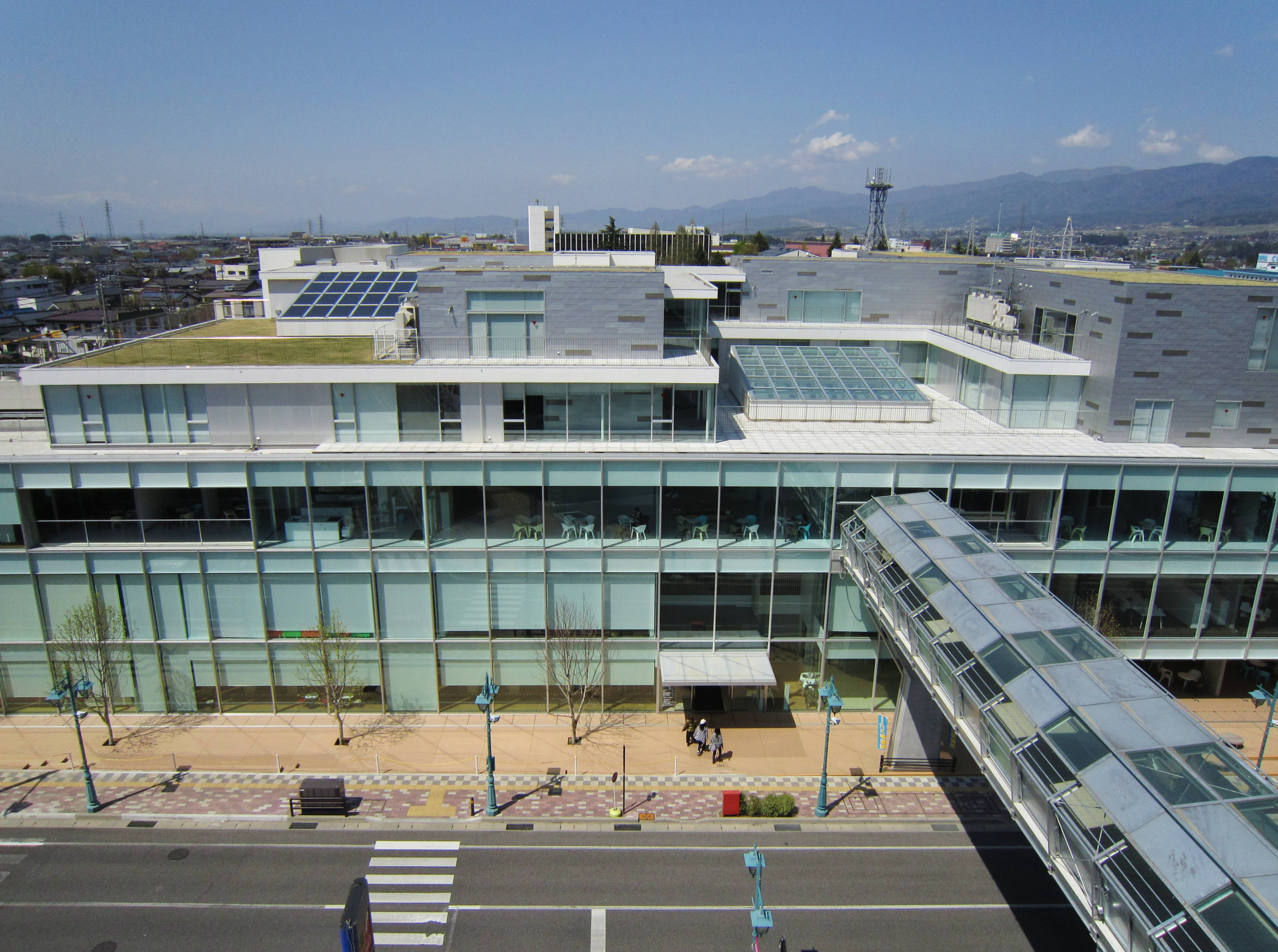
塩尻市立図書館

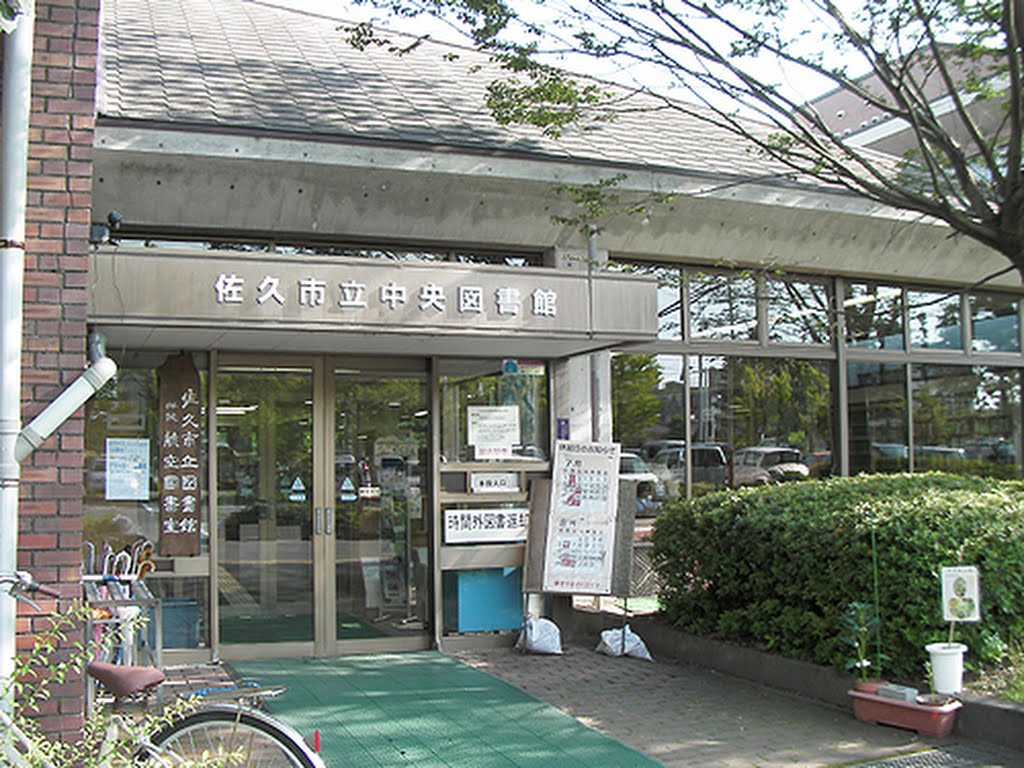
佐久市立中央図書館

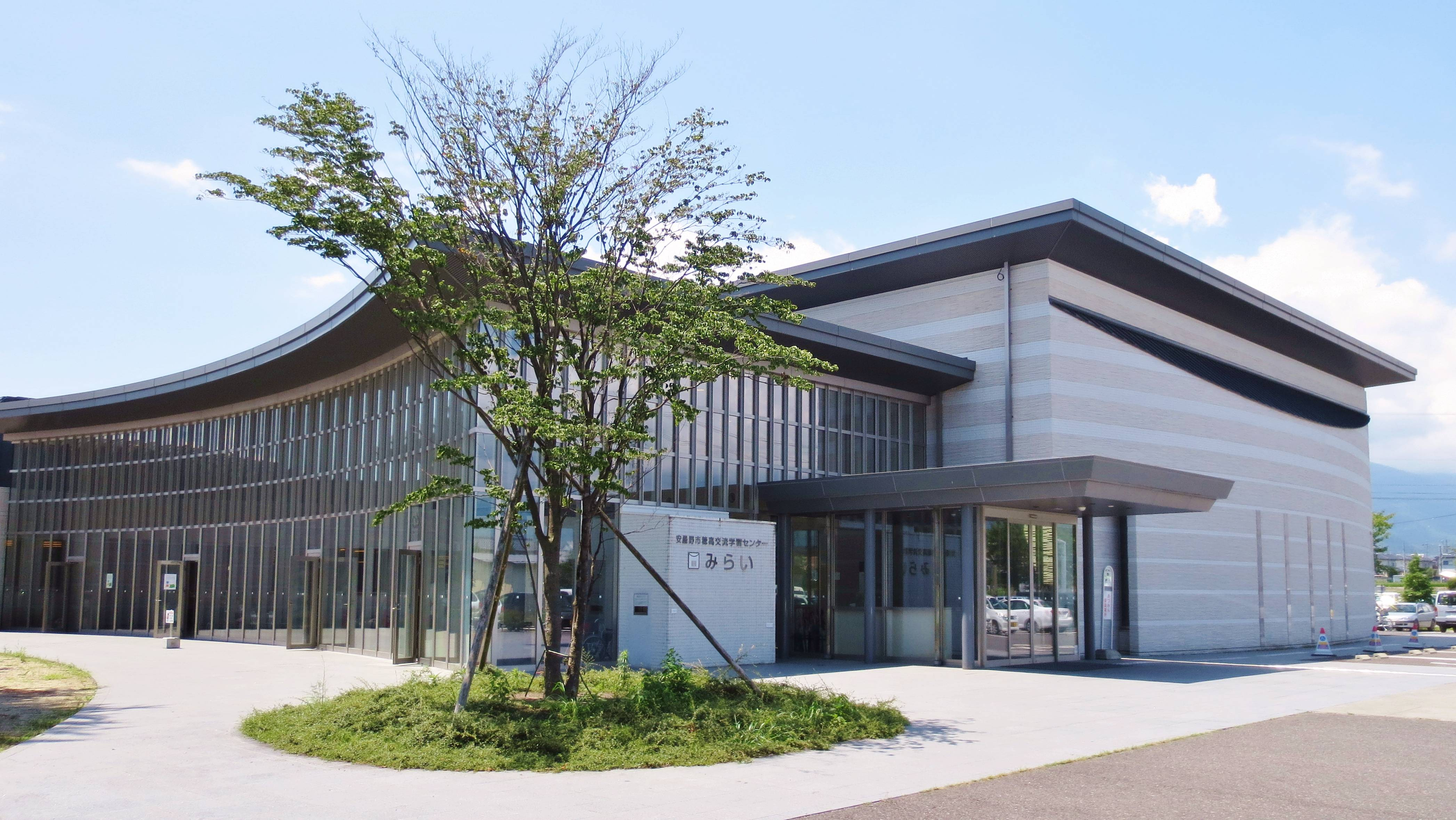
安曇野市中央図書館

- 長野市立図書館（組織の名称）
  - 長野市立長野図書館
  - 長野市立南部図書館
- 松本市図書館（組織の名称）
  - 松本市中央図書館
  - 松本市あがたの森図書館
  - 松本市鎌田図書館
  - 松本市南部図書館
  - 松本市寿台図書館
  - 松本市本郷図書館
  - 松本市中山文庫
  - 松本市島内図書館
  - 松本市空港図書館
  - 松本市波田図書館
  - 松本市梓川図書館
- 上田市立図書館（組織の名称）
  - 上田市立上田図書館
  - 上田情報ライブラリー
  - 上田市立丸子図書館
  - 上田市立真田図書館
- 市立岡谷図書館
- 飯田市立図書館（組織の名称）
  - 飯田市立中央図書館
    - 飯田駅前分室
    - 羽場分館
    - 丸山分館
    - 東野分館
    - 座光寺分館
    - 松尾分館
    - 下久堅分館
    - 上久堅分館
    - 千代分館
    - 龍江分館
    - 竜丘分館
    - 川路分館
    - 三穂分館
    - 山本分館
    - 伊賀良分館
    - 上村分館
    - 南信濃分館

  - 飯田市立上郷図書館
  - 飯田市立鼎図書館
- 諏訪市図書館
  - 諏訪市立信州風樹文庫
- 市立須坂図書館
- 市立小諸図書館
- 伊那市立図書館（組織の名称）
  - 伊那市立伊那図書館
  - 伊那市立高遠町図書館
- 駒ヶ根市立図書館
  - 東伊那分館
  - 中沢分館
- 中野市立図書館
  - 北部分館
  - 西部分館
  - 豊田分館
- 市立大町図書館
- 市立飯山図書館
- 茅野市図書館
- 塩尻市立図書館
  - 塩尻東分館
  - 片丘分館
  - 広丘分館
  - 吉田分館
  - 宗賀分館
  - 北小野分館
  - 洗馬分館
  - 楢川分館
- 佐久市立図書館（組織の名称）
  - 佐久市立中央図書館  
    - サングリモ中込図書館

  - 佐久市立臼田図書館
  - 佐久市立浅科図書館
  - 佐久市立望月図書館
- 千曲市立図書館（組織の名称）
  - 千曲市立更埴図書館  
    - 千曲市立更埴西図書館

  - 千曲市立戸倉図書館
- 東御市立図書館
- 安曇野市図書館（組織の名称）
  - 安曇野市中央図書館
  - 安曇野市豊科図書館
  - 安曇野市三郷図書館
  - 安曇野市堀金図書館
  - 安曇野市明科図書館
- 小海町図書館
- 佐久穂町図書館
- 軽井沢町立図書館（組織の名称）
  - 軽井沢町立中軽井沢図書館
  - 軽井沢町立離山図書館
- 御代田町立図書館
- 下諏訪町立図書館
- 富士見町図書館
- 辰野町立図書館（組織の名称）　
  - 辰野町立辰野図書館
- 箕輪町図書館
- 飯島町図書館
- 高森町立図書館
- 松川町図書館
- 阿南町立図書館
- 木曽町図書館
  - 日義分館
  - 開田分館
  - 三岳分館
- 池田町図書館
- 坂城町立図書館
- 小布施町立図書館まちとしょテラソ
- 山ノ内町立蟻川図書館
- 川上村文化センター図書館
- 南牧村図書館
- 南相木村立ふれあい図書館
- 青木村図書館
- 原村図書館
- 南箕輪村図書館
- 中川村図書館
- 宮田村図書館
- 阿智村立図書館
- 根羽村立図書館
- 下條村立図書館
- 天龍村図書館
- 喬木村立椋鳩十記念図書館
- 豊丘村図書館
- 大桑村図書館
- 山形村図書館
- 村立朝日村図書館
- 筑北村図書館
- 松川村図書館
- 白馬村図書館
- 小谷村図書館

## 私立図書館
- ライブラリー82（長野市）

## 大学図書館等
- 信州大学附属図書館
  - 中央図書館（松本市）
  - 教育学部図書館（長野市）
  - 医学部図書館（松本市）
  - 工学部図書館（長野市）
  - 農学部図書館（上伊那郡南箕輪村）
  - 繊維学部図書館（上田市）
- 清泉大学・清泉大学短期大学部図書館（長野市）
- 松本大学・松本大学松商短期大学部図書館（松本市）
- 長野大学附属図書館（上田市）
- 長野県看護大学付属図書館（駒ケ根市）
- 公立諏訪東京理科大学図書館（茅野市）
- 松本歯科大学図書館（塩尻市）
- 佐久大学・佐久大学信州短期大学部図書館（佐久市）
- 長野県立大学付属図書館（長野市）
- 長野保健医療大学付属図書館（長野市）
- 長野女子短期大学図書館（長野市）
- 上田短期大学図書館（上田市）
- 飯田短期大学図書館（飯田市）
- 松本短期大学図書館（松本市）
- 信州豊南短期大学図書館（上伊那郡辰野町）
- 長野工業高等専門学校図書館（長野市）

## 公民館図書室
- 北相木村図書室
- 立科町中央公民館図書室
- 長和町長門図書館
- 平谷村公民館図書室
- 売木村公民館図書室
- 泰阜村公民館図書室
- 大鹿村公民館図書室
- 南木曽町公民館図書室
- 上松町公民館図書室
- 源流図書館
- 王滝村公民館図書室
- 大桑村公民館図書室
- おみ図書館
- 生坂村公民館図書室
- 高山村公民館図書室
- 木島平村公民館図書室
- 野沢温泉村公民館図書室
- 信濃町公民館図書室
- 飯綱町公民館図書室
- 小川村公民館図書室
- 栄村公民館図書室